# 漢普登 (阿拉巴馬州)
漢普登（英語：Hampden）是一個位於美國阿拉巴馬州馬倫戈縣的非建制地區。該地的面積和人口皆未知。

## 地理
漢普登的座標為32°04′53.5″N 87°37′44″W / 32.081528°N 87.62889°W，而該地的平均海拔高度為60米（即197英尺）。